# M (латиниця)
M, м — 13-та літера латинської абетки, у більшості мов називається «ем». Виглядає так само, як літера М у кирилиці. У римській системі числення позначає число тисяча (лат. mille).

## Способи кодування
У Юнікоді велика M записується U+004D, а мала m — U+006D.
Код ASCII для великої M — 77, для малої m — 109; або у двійковій системі 01001101 та 01101101 відповідно.
Код EBCDIC для великої M — 212, для малої m — 148.
NCR код HTML та XML — «&#77;» та «&#109;» для великої та малої літер відповідно.
| Фонетичний алфавіт НАТО   | Фонетичний алфавіт НАТО | код Морзе                      | код Морзе    |
| Mike                      | Mike                    | ––                             | ––           |
|                           |                         |                                | ⠍            |
| Морський прапорний сигнал | Семафорна абетка        | Американська мова жестів (ASL) | Шрифт Брайля |